# Beretta Px4 Storm
La Beretta PX4 Storm è una pistola semiautomatica progettata per difesa personale e per le Forze dell'ordine. La pistola PX4 Storm adotta il sistema di chiusura geometrica a canna rototraslante, rivisto e migliorato sensibilmente dalla Beretta rispetto a quello già impiegato nelle Beretta modelli 8000, vantando ingombri contenuti in relazione alla superiore autonomia di fuoco.

## Tecnica

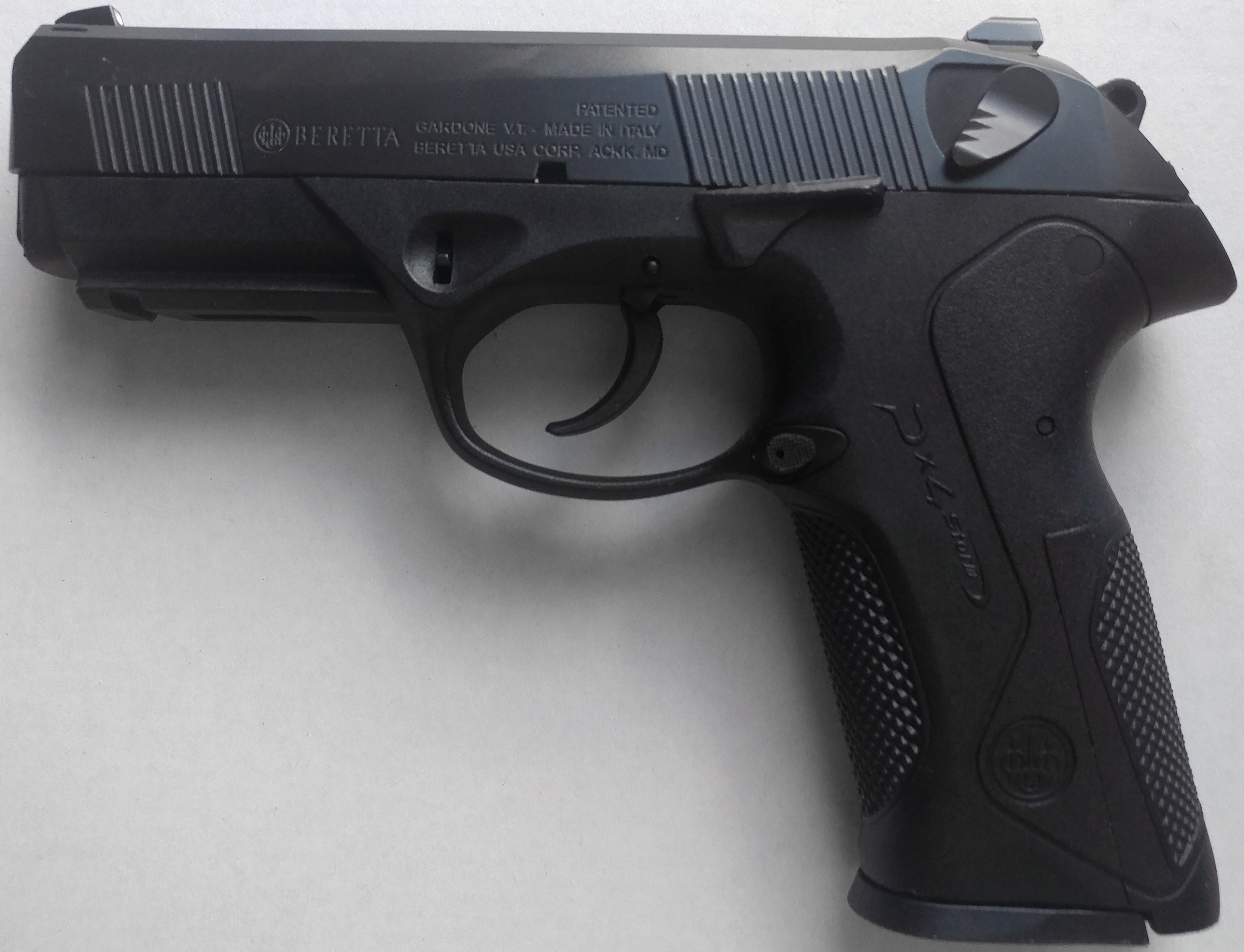
fusto in polimero

L'uso di tecnopolimeri rinforzati con fibra di vetro, per ottenere il fusto, realizzati secondo la più moderna tecnologia termo-plastica, ha permesso lo sviluppo di un'arma "leggera", che tuttavia, quando è caricata con 15 colpi Parabellum, pesa ben 970 grammi (ad esempio), oppure, se caricata con 10 colpi .45 ACP, ne pesa circa 1010 g, che non sono propriamente "pesi piuma". L'impugnatura può essere adattata a diversi tipi di mani, anche quelle piccole, grazie ad un nuovo sistema che assicura l’intercambiabilità di dorsalini di diversi spessori.
Il carrello è in acciaio, sabbiato, fosfatato e verniciato con Bruniton.

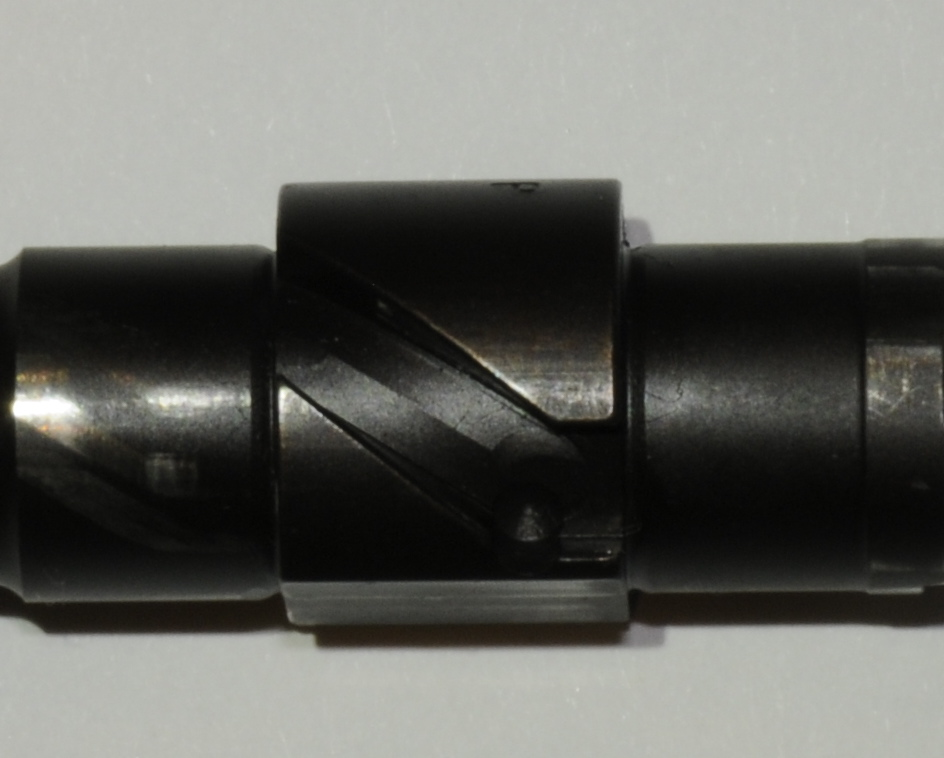
camma sulla canna

La canna è in acciaio, sabbiata e brunita, poi cromata internamente. Presenta una maggiorazione del diametro esterno alla volata con lo scopo di assicurare l'accoppiamento canna-carrello e renderlo più preciso e costante, col grande vantaggio per la precisione dei tiri.

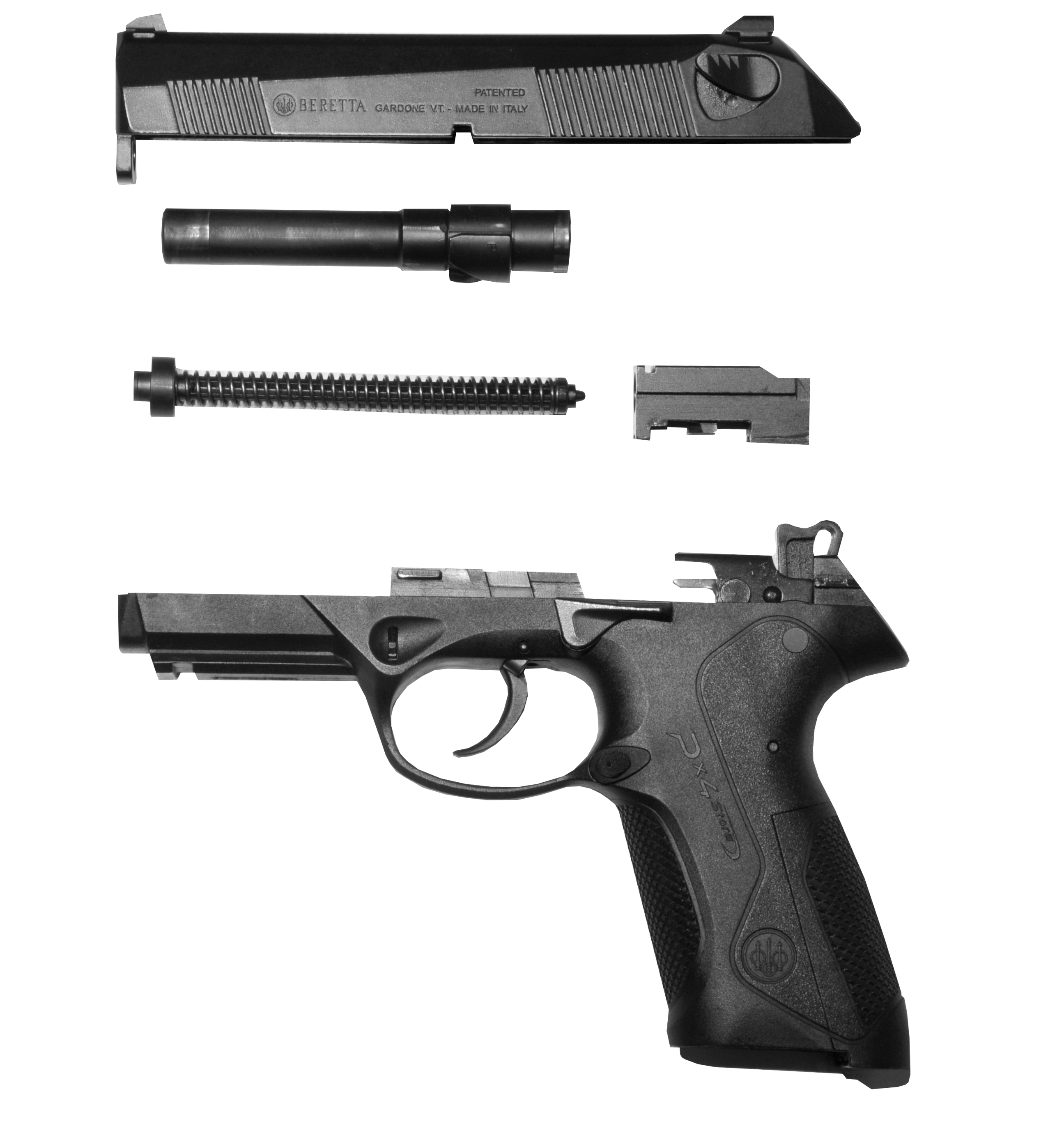
PX4 smontata

Il sistema di chiusura stabile della canna rototraslante-otturatore, è stato scelto poiché l'asse della canna non ha modo di deviare dalla posizione originale, ed in più, grazie al disegno del carrello basso, che porta l'asse della canna il più vicino possibile all'asse teorico del braccio del tiratore, c'è il vantaggio di minimizzare, da una parte, il rilevamento della pistola, che migliora la velocità di riallineamento dell'arma nei tiri in rapida successione, e dall'altra, quello di aumentare la precisione e la corretta ripetizione dei tiri sulla stessa linea di mira.
Il cane presenta un significativo alleggerimento che gli conferisce una elevata velocità di percussione.
Il sistema di mira a tre punti ad alta definizione, vanta riferimenti bianchi che li rende estremamente visibili anche con poca luce. Tacca di mira e mirino sono amovibili per eventuale sostituzione con altri tipi di mira.

## Modelli
La Beretta Px4 Storm è prodotta nei seguenti modelli:
- Full size Type C - Funzionamento in sola azione singola. Cane interno e sicura automatica sul percussore, ma è assente la sicura manuale con l'abbatticane.
- Full size Type D - Funzionamento in sola doppia azione. Cane interno e sicura automatica sul percussore, ma è assente la sicura manuale con l'abbatticane.
- Full size Type F - Funzionamento in doppia/singola azione. Sicura manuale su entrambi i lati del carrello con funzione abbatticane. Sicura automatica sul percussore, per evitare spari accidentali in caso di cadute o sollecitazioni.
- Full size Type G - Funzionamento in doppia/singola azione. Leva manuale abbatticane su entrambi i lati del carrello, ma senza funzione di sicura. Sicura automatica sul percussore per evitare spari accidentali in caso di cadute o sollecitazioni.
- Compact - Funzionamento identico alle versioni full size "Type F" o "Type G", ma con dimensioni leggermente ridotte.
- Sub Compact - Funzionamento quasi identico alla versione Full size, ma con dimensioni ridotte. La più grande differenza consiste nel fatto che in questa versione la canna non è a chiusura rototraslante, come nella versione lunga, ma con sistema colt-browning modificato. Le subcompact sono prodotte nello stabilimento Beretta di Accokeek, nel Maryland, a causa delle restrittive leggi americane, che vietano l'importazione di pistole di dimensioni eccessivamente piccole. Le subcompact vengono prodotte nelle stesse tipologie della Full size.
- SD Type F - Funzionamento in doppia/singola azione. La versione "Special Duty" in .45 ACP è stata progettata per il progetto US SOCOM ed ha superato tutti i test previsti da tale progetto, nonché quelli previsti dagli standard NATO[2]. La lunghezza della canna è di 115 mm. Tutti i componenti sono stati migliorati per le esigenze legate all'utilizzo particolare al quale quest'arma è destinata.

Dei modelli C e D il customer care di Beretta S. p. A. - espressamente intervistato al telefono - esclude la vendita tout court, seppure riconosca che i prodotti sono in catalogo.

## Impiego
La PX4 Storm, nella versione F, è stata adottata dai seguenti corpi:
- Esercito  Argentina
- Polizia  Albania  (9 × 19 mm)
- Polizia  Libia (9 × 19 mm)

 Stati Uniti d'America
- Contea di Dare, NC Sheriff's Office
- Parrocchia di Jefferson, LA Sheriff's Office (9 mm)
- Contea di Ohio, WV Sheriff's Department (.40 S&W)
- Providence, RI Police Department (.40 S&W)
- Contea di Prince George's, MD Police Department(.40 S&W)
- Contea di Washington, MD Sheriff's Department (.40 S&W Type D)
- Pocomoke City, MD Police Department
- Maryland State Police (.40 S&W Type D)[3]
- Rochester, NY Police Department (.45 ACP)[4]
- Gates, NY Police Department (.45 ACP) [5]
- Virginia Capitol Police (.40 S&W)[6]

 Canada
- Royal Canadian Mounted Police, meglio conosciuta come "Giubbe Rosse". La pistola in polimeri della Beretta ha battuto la concorrenza della SIG Sauer, che aveva proposto le armi P225 e P226.
- Canada Border Services Agency[7]

 Italia
- Guardia di Finanza (9 × 19 mm Parabellum) versione Full Size, in dotazione a tutti i Finanzieri in sostituzione della 84BB/FS (i Reparti Antiterrorismo Pronto Impiego c.d. "Baschi Verdi", continuano ad utilizzare la Beretta 92, fino a completa sostituzione delle 84BB/FS)
- Arma dei Carabinieri (9 × 19 mm Parabellum) in dotazione agli ufficiali nella versione compact
- NOCS della Polizia di Stato (9 × 19 mm Parabellum)
- Sommo (PV), Italia, Polizia Locale (9 × 21 mm IMI)
- Teramo (TE), Italia, Polizia Locale (9 × 21 mm IMI)
- Bologna, Italia, Polizia Locale (9 × 21 mm IMI)
- Azzano Decimo, Polizia Locale (Corpo intercomunale "Sile"), PN Italia (9 × 21 mm IMI)
- Milano (MI), Italia, Polizia Locale (9 × 21 mm IMI)
- Milano (MI), Italia, Carabinieri di Quartiere del Comando Provinciale (9 × 19 mm)
- Cesano Boscone (MI), Italia, Polizia Locale (9 × 21 mm IMI)
- Satriano (CZ), Italia, Polizia Locale (9 × 21 mm IMI)
- Agrate Brianza (MB), Italia, Polizia Locale (9 × 21 mm IMI)
- Brescia, Italia, Polizia Locale (9 × 21 mm IMI)
- Merate (LC), Italia, Polizia Locale (9 × 21 mm IMI)
- Cesano Maderno (MB), Italia, Polizia Provinciale (9 × 21 mm IMI)
- Genova (GE), Polizia Provinciale/Metropolitana (9 × 21 mm IMI) - Nella versione F
- Palermo (PA), Italia, Polizia Municipale (9 × 21 mm IMI)
- Fano (PU) Polizia Locale (9×21)
- Nichelino (TO), Polizia Locale (9×21)
- Noli (Sv), Polizia Locale (9×21)
- Viagrande (CT), Polizia Locale (9×21)
- Ciserano (BG), Polizia Locale (9×21)
- Giulianova (TE), Polizia Locale (9×21)
- Rovigo, Polizia Locale (9×21)
- Castelfranco Veneto (TV), Polizia Locale (9×21)
- Cernusco Sul Naviglio (MI), Polizia Locale (9×21)
- Nuovo Circondario Imolese (BO) Polizia Locale (9×21)
- Cervia (RA) Polizia Locale (9×21)
- Magnago (MI) Polizia Locale (9x21)

## Famiglia Storm
Questa pistola è parte della nuova famiglia d'armi sviluppata dalla Beretta: la carabina Rx4 Storm in .223 Remington, successivamente commercializzata con il marchio Benelli (una holding della Beretta) con il nome di MR-1, e la carabina Cx4 Storm. Sono armi di nuova concezione; per la seconda volta (dopo la 9000s) Beretta progetta e produce armi in tecnopolimeri e, sfruttando la leggerezza e resistenza di questa plastica,  crea armi con un alto coefficiente di sicurezza e una buona maneggevolezza.

Questi materiali plastici erano già in uso da tempo nel settore armiero e sono alla base del successo delle armi dell'azienda Glock.